# Jana Crämer
Jana Crämer (* 13. Juni 1982) ist eine deutsche Schriftstellerin, Influencerin und Musikmanagerin, die vor allem für ihre Aufklärungsarbeit zu den Themen Essstörung, Body Positivity, Multiple Sklerose und Asexualität bekannt ist. Sie lebt in Haltern am See.

## Leben
Jana Crämer kommt aus Herne und besuchte dort das Otto-Hahn-Gymnasium, wo sie 2001 Abitur machte. Anschließend studierte sie an der Technischen Universität Dortmund Erziehungswissenschaften und Psychologie. Ab 2006 bis zur Auflösung 2016 war sie Managerin der Popband Luxuslärm und managte bis 2020 auch andere Gruppen. Seit 2015 tritt sie als Duo mit dem ehemaligen Bassisten von Luxuslärm David Müller (Künstlername Batomae) auf.
Crämer litt seit der fünften Klasse unter Heißhungerattacken, war bis 2014 stark übergewichtig und lange Zeit Ziel von Mobbing. Sie ist an Multipler Sklerose erkrankt und wurde mit Lipödem diagnostiziert. Sie nennt den Schriftsteller Sebastian Fitzek ihren Mentor.

## Werk
Seit Veröffentlichung ihres Romans Das Mädchen aus der 1. Reihe im Jahr 2015 tritt Jana Crämer bei Konzertlesungen auf. Dort berichtet sie, musikalisch von David Müller begleitet, von ihren Erfahrungen und klärt über die Folgen von Mobbing und Essstörungen auf. Seit 2016 finden diese Lesungen in Kooperation mit der Initiative Bauchgefühl (einem gemeinsamen Projekt der BKK Landesverbände Bayern, Nordwest und Süd sowie des BKK Dachverbands e.V.) an Schulen statt. Bis 2023 wurden auf diesem Wege über 250.000 Schüler erreicht. Die beiden Ratgeber-Bücher der Reihe Unvergleichlich Du! entstanden teilweise aus den Erfahrungen und dem Austausch auf diesen Veranstaltungen.
Ihr viertes Buch Jana, 39, ungeküsst setzt sich mit Crämers persönlicher Krankheitserfahrung, ihrer Aromantik sowie dem gesellschaftlichen Umgang damit auseinander, insbesondere in den sozialen Medien. Der Titel stand auf der Spiegel-Bestsellerliste in der Kategorie Sachbuch (Paperback).
Gemeinsam mit David Müller produziert sie in Kooperation mit der Siemens-Betriebskrankenkasse (SBK) seit 2021 den Podcast Wir sind so!. Davor produzierten sie drei Jahre lang, ebenfalls in Kooperation mit der SBK, den Podcast Schweigen ändert nichts. In verschiedenen Sozialen Medien hat sie hohe Reichweiten.
Sie tritt in Medien als Betroffene und Expertin auf. Die SWR-Reihe Das wahre Leben widmete ihr 2021 eine eigene Folge.

## Auszeichnungen
- 2018: SignsAward in der Kategorie Mut in der Kommunikation (gemeinsam mit David Müller).[16]
- 2022: Skoutz Award in der Kategorie Kinder- und Jugendbuch für Unvergleichlich Du! – Wie du deine beste Freundin bleibst (Doppelvergabe an Jana Crämer und Hanna Nolden).[17]
- 2023 LovelyBooks Community Award Silber in der Kategorie Sachbuch und Ratgeber für Jana, 39, ungeküsst.[18]

## Bibliographie
- Das Mädchen aus der 1. Reihe, Juneberry (Imprint des Schardt Verlags), 2015, ISBN 978-3-89841-764-8.
- Das Mädchen aus der 1. Reihe – unzensiert, hockebooks Verlag, 2019, ISBN 978-3-95751-297-0.
- Unvergleichlich Du! – Wie Du Deine beste Freundin wirst, Oetinger Taschenbuch Verlag, 2020, ISBN 978-3-8415-0641-2.
- Unvergleichlich Du! – Wie du deine beste Freundin bleibst, Oetinger Taschenbuch Verlag, 2021, ISBN 978-3-8415-0655-9.
- Jana, 39, Ungeküsst. Knaur TB, 2023. ISBN 978-3-426-79174-5.